# Ледди, Ник
Ник Ле́дди (англ. Nick Leddy; 20 марта 1991, Иден-Прери, США) — профессиональный американский хоккеист, защитник команды НХЛ «Сан-Хосе Шаркс». Обладатель Кубка Стэнли 2013 года.

## Карьера в НХЛ
Ледди был выбран «Миннесотой Уайлд» на драфте НХЛ 2009 в первом раунде под общим 16-м номером. Один сезон он провел в команде университета «Миннесота Голден Гоферс». 12 февраля 2010 «Миннесота» передала «Чикаго Блэкхокс» права на Ника Ледди и Кима Йонссона в обмен на Кэма Баркера.
Первую игру в НХЛ Ледди провёл 8 октября 2010 против «Колорадо Эвеланш», первую шайбу забросил 11 октября 2010 в ворота Райана Миллера в матче против «Баффало Сэйбрз».
Принял участие в финальной серии Кубка Стэнли 2013, в которой команда завоевала Кубок Стэнли. Вскоре после победы продлил контракт с «Чикаго» на 2 года..
В октябре 2014 года был обменян в «Нью-Йорк Айлендерс». С «Айлендерс» заключил 7-летний контракт на $ 38,5 млн.

## Международная карьера
Ледди в составе юниорской сборной США участвовал в турнире пяти наций в Чехии. Принял участие в молодёжном чемпионате мира 2011 года в США, где выиграл бронзовую медаль.

## Статистика
| Легенда | Легенда                    | Легенда | Легенда                   | Легенда | Легенда    |
| ------- | -------------------------- | ------- | ------------------------- | ------- | ---------- |
| И       | Количество проведённых игр | Штр     | Штрафное время            | +/−     | Плюс-минус |
| Г       | Голы                       | П       | Голевые передачи          | О       | Очки       |
| -       | Статистика неизвестна      | —       | Статистика не учитывалась |         |            |

## Награды и достижения
- Мистер Хоккей штата Миннесота 2009
- Первый раунд драфта 2009
- Кубок Стэнли 2013
- Бронзовая медаль молодёжного чемпионата мира 2011